# Zamek w Kostrzynie nad Odrą
Zamek w Kostrzynie nad Odrą – jeden z najważniejszych budynków twierdzy Kostrzyn, nierozerwalnie z nią związany. Wzniesiony przez Krzyżaków, po przebudowie stanowił siedzibę Jana Hohenzollerna. W XVII i XVIII wieku mieścił więzienie, w którym m.in. przebywał w latach 1730–1731 następca tronu pruskiego, Fryderyk. Po pożarze w 1758 odbudowany i w 1814 zamieniony na koszary. W 1945 spalony i częściowo uszkodzony, zachowała się jednak większość murów. W 1969 ocalałe fragmenty zostały wysadzone w powietrze i rozebrane. Do dziś zachowały się resztki murów, schody, piwnice, częściowo już jednak zawalone.

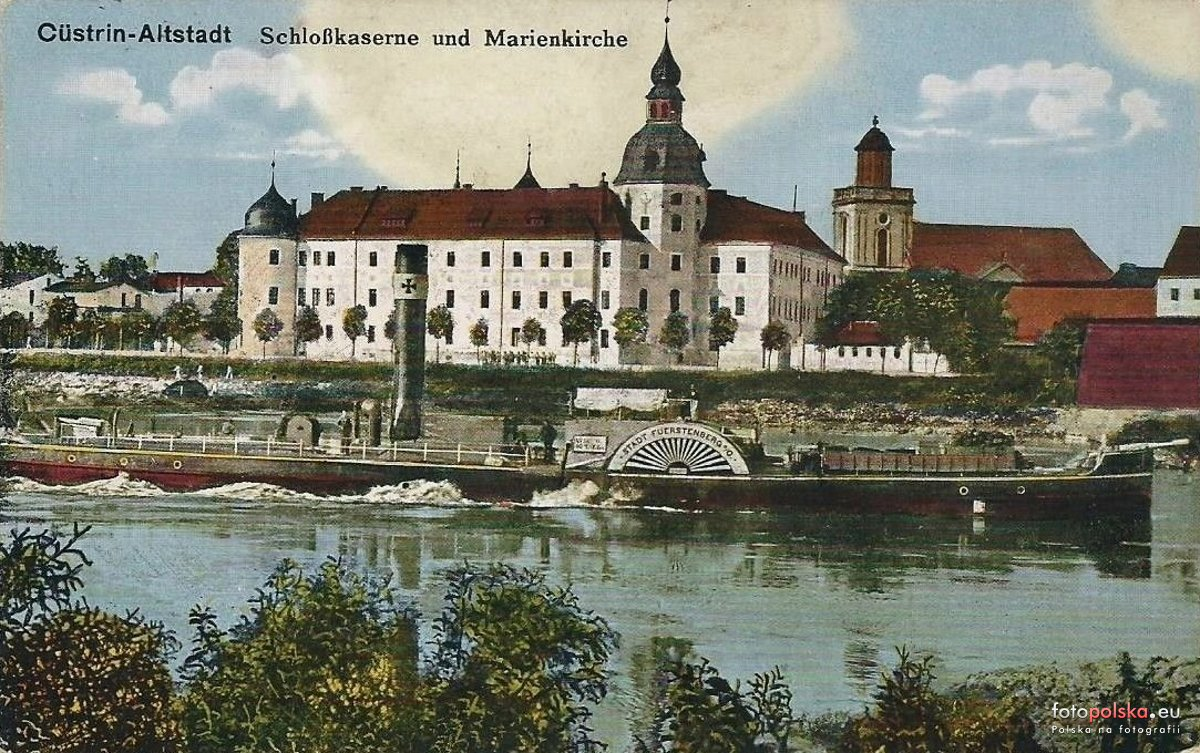
Zamek w Kostrzynie nad Odrą (widok z 1914 r.)

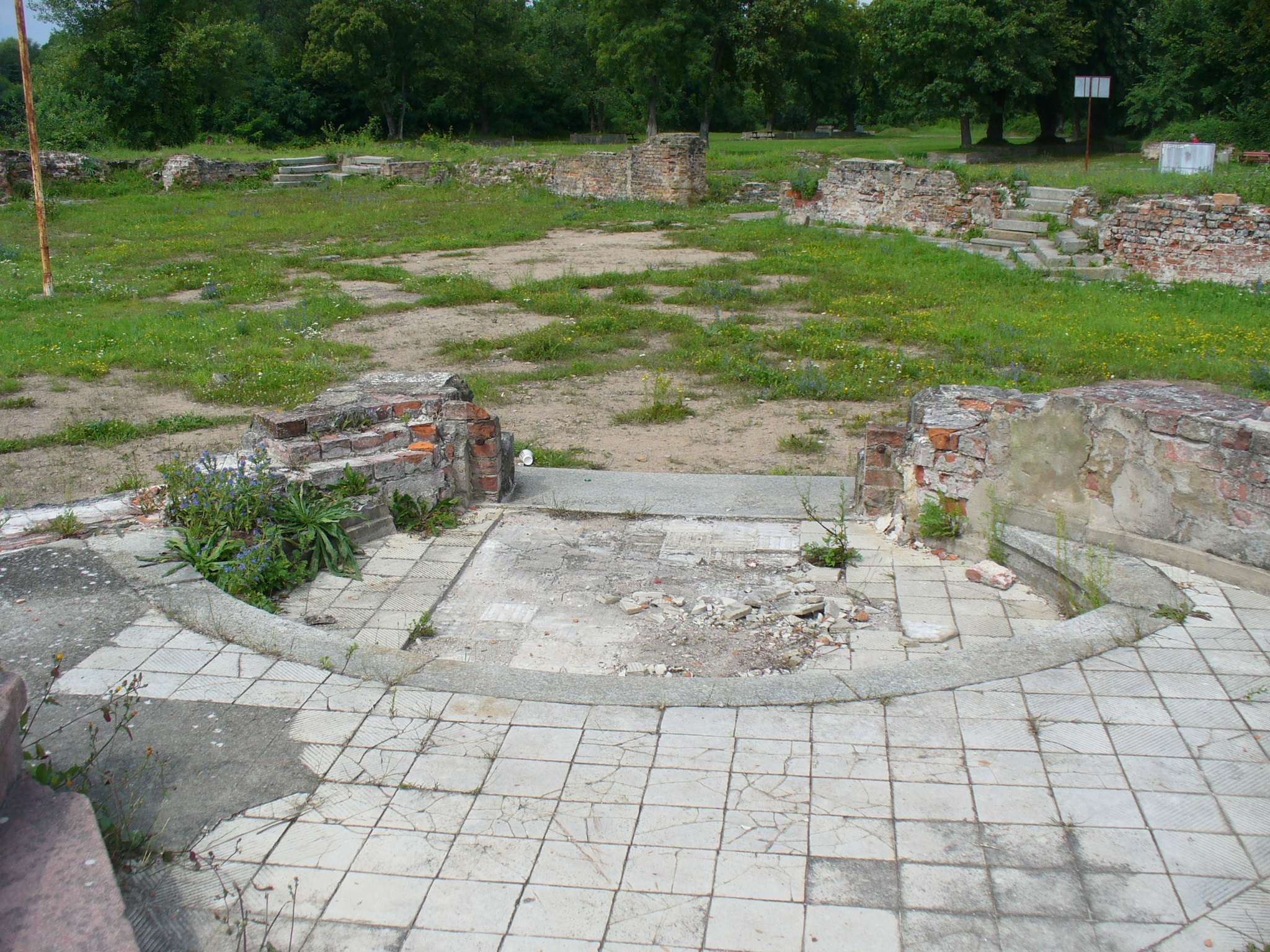
Ruiny zamku